# Черанова
Черанова (итал. Ceranova) је насеље у Италији у округу Павија, региону Ломбардија.
Према процени из 2011. у насељу је живело 1831 становника. Насеље се налази на надморској висини од 84 м.

## Становништво
Према резултатима пописа становништва 2011. у општини је живело 1.894 становника.
| 1936. | 1951. | 1961. | 1971. | 1981. | 1991. | 2001. | 2011. |
| ----- | ----- | ----- | ----- | ----- | ----- | ----- | ----- |
| 521   | 556   | 499   | 413   | 443   | 471   | 1.151 | 1.894 |